# Friedeburg
Friedeburg település Németországban, azon belül Alsó-Szászország tartományban. Lakosainak száma 10 366 fő (2023. december 31.). Friedeburg Sande, Wittmund és Zetel községekkel határos.

## Népesség
A település népességének változása:
| Lakosok száma | 10 225 | 10 177 | 10 165 | 10 269 | 10 458 | 10 366 |
|               | 2016   | 2017   | 2019   | 2021   | 2022   | 2023   |